# Giuseppe Firrao (1736–1830)
Giuseppe Firrao ( Fagnano Castello , 20 de julho de 1736 – Nápoles , 24 de janeiro de 1830 ) foi um cardeal italiano .

## vida
Ele nasceu em Fagnano Castello ( Calábria ), filho de Pier Maria Firrao, príncipe de Sant'Agata e de Luzi, e Livia Grillo di Agapito, duquesa de Mondragone e condessa de Carinola, e era sobrinho-neto do cardeal Giuseppe Firrao (1670-1744). Estudou em Nápoles, transferiu-se para o Collegio Nazareno para o estudo das humanidades e doutorou - se em 25 de abril de 1756 na Universidade de La Sapienza em direito canônico e direito civil Doctor iuris utriusque . Recebeu ordens menores e foi ordenado subdiácono em 11 de março de 1775 . Depois disso ele foiCâmara Privada do Papa Clemente XIII. e a partir de julho de 1756 escriturário no Tribunal da Assinatura Apostólica . A partir de dezembro de 1759, ele foi supervisor na cabana dos construtores da catedral de São Pedro . Em janeiro de 1761 foi nomeado vice - legado na Romandiola , cargo que ocupou até 8 de dezembro de 1766. A partir de julho de 1766 foi também relator da Sacra Consulta e em 1781 seu decano. Foi ordenado diácono em 10 de março de 1782 e sacerdote em 16 de março de 1782.
Já em 25 de fevereiro de 1782 Firrão havia sido nomeado arcebispo titular de Petra na Palestina. A consagração episcopal que lhe foi concedida em 31 de março de 1782 na igreja de Santa Maria ad Martyres em Roma Cardeal Innocenzo Conti ; Os co-consagradores foram os arcebispos da cúria Orazio Mattei e Girolamo Volpi. Firrao foi então nomeado núncio em Veneza em 8 de abril de 1782.
O Papa Pio VII criou-o cardeal no consistório de 23 de fevereiro de 1801. A instalação de Firrao como cardeal sacerdote de Sant'Eusebio ocorreu em 20 de julho de 1801. De 1802 a 1803 foi eunuco do Sacro Colégio dos Cardeais . O cardeal participou do conclave de 1823 e do conclave de 1829.
Giuseppe Firrao morreu em Nápoles aos 93 anos e foi enterrado na Catedral de Santa Maria Assunta.

## Link externo
- Giuseppe Firrao
- catholic-hierarchy.org